# Neil Hagerty
 (septembre 2016).
Si vous disposez d'ouvrages ou d'articles de référence ou si vous connaissez des sites web de qualité traitant du thème abordé ici, merci de compléter l'article en donnant les références utiles à sa vérifiabilité et en les liant à la section « Notes et références ».
Pour les articles homonymes, voir Hagerty.
Neil Hagerty est un guitariste et chanteur américain de rock indépendant, né en 1965 à Baltimore (Maryland, États-Unis).

## Biographie
Dans les années 90, il est co-leader du groupe Royal Trux, un duo formé avec sa compagne d'alors, Jennifer Herrema.
Depuis la séparation de Royal Trux en 2001, il a formé un autre groupe, The Howling Hex.